# Nowopilla (obwód dniepropetrowski)
Nowopilla (ukr. Новопілля) – wieś na Ukrainie, w obwodzie dniepropetrowskim, w rejonie krzyworoskim, siedziba hromady. W 2001 liczyła 2047 mieszkańców, spośród których 1782 wskazało jako ojczysty język ukraiński, 255 rosyjski, 3 mołdawski, 1 bułgarski, 1 białoruski, a 5 inny.